# 宇遅部黒女
宇遅部黒女（うじべ の くろめ、生没年不詳）は、奈良時代の女性。武蔵国豊島郡（現在の東京都千代田区・中央区・港区・台東区・文京区・新宿区・渋谷区・豊島区・荒川区・北区・板橋区・練馬区あたり）の人。
上丁（かみつよほろ）の椋椅部荒虫（くらはしべのあらむし）の妻。天平勝宝7歳（755年）2月、夫荒虫が防人として筑紫に派遣された際、多摩の横山（現在の東京都多摩市・府中市にある丘）にて「赤駒を山野に放し捕りかにて多摩の横山徒歩ゆか遣らむ」（万葉集20-4417）という歌を詠んだ。